# 芷阳广场站
芷阳广场站位于中华人民共和国陕西省西安市临潼区凤凰大道与芷阳二路交叉口，是西安地铁9号线的一座车站，于2020年12月28日随9号线开通运营。

## 车站结构
本站为地下两层岛式站台车站。线路规划时原为与支线同台换乘的平行双岛式站台、主线使用外侧轨道，但后来修改为现今的单岛式站台。
- 站台（2023年7月）

| 地面            | 出入口                      | A、C、D出入口                                  |
| 地下一层 站厅层 | 站厅                        | 客务中心、自动售票机、进出站闸机、长安通自助机 |
| 地下二层 站台层 |                             | 9号线往秦陵西（西工程大·西科大（临潼校区））   |
| 地下二层 站台层 | 岛式站台，左侧开门          |                                                |
| 地下二层 站台层 | 9号线往纺织城（鹦鹉寺公园） |                                                |

## 出入口
本站共有3个出入口。
|      |                                          |      |
| 编号 | 指引                                     | 图片 |
| A    | 凤凰大道（北）、高沟村路（东）、芷阳广场 |      |
| C    | 凤凰大道（南）、芷阳二路（西）、芷阳三路 |      |
| D    | 凤凰大道（南）、芷阳二路（东）           |      |

## 接驳公交

### 西侧西行，近A出口/北侧北行，近D出口
| 赛特奥莱 | 赛特奥莱     | 赛特奥莱 | 赛特奥莱 | 赛特奥莱 |
| 编号     | 路线         | 路线     | 路线     | 备注     |
| -------- | ------------ | -------- | -------- | -------- |
| 1临潼    | 骊苑梧桐官邸 | ⇆        | 小仵村   |          |

### 南侧，南行近A出口，北行近C出口
| 王府井奥莱 | 王府井奥莱   | 王府井奥莱 | 王府井奥莱 | 王府井奥莱 |
| 编号       | 路线         | 路线       | 路线       | 备注       |
| ---------- | ------------ | ---------- | ---------- | ---------- |
| 602临潼    | 兵马俑二车场 | 全程 ⇆     | 凤凰池南桥 |            |
| 602临潼    | 兵马俑二车场 | 区间 ⇆     | 华清池     |            |